# Athensleben
Athensleben ist ein Ortsteil von Staßfurt im Salzlandkreis in Sachsen-Anhalt.

## Geographische Lage
Athensleben liegt rund 6 km (Luftlinie) nordwestlich von Staßfurt an der Mündung des kleinen Baches Röthe (auch Löderburger Bruchgraben genannt) in die dort in Nordnordwest-Südsüdost-Richtung verlaufende Bode. Südlich der zwischen den Dörfern Unseburg im Nordnordwesten und Löderburg im Südsüdosten gelegenen Ortschaft liegt der 36 ha große Löderburger See mit weiteren ehemaligen Tagebauseen nordwestlich davon.

## Geschichte
Athensleben wurde 1174 erstmals unter dem Namen Atteneslove urkundlich erwähnt. 1195 wurde es unter Athensleue in einer Urkunde des Klosters Unser Lieben Frauen erwähnt. Zu diesem Zeitpunkt gehörte es zum Besitz des Klosters Hillersleben. In den folgenden Jahrhunderten diente Athensleben oftmals Pfand und wechselte deshalb mehrmals den Besitzer. Am 2. Dezember 1734 wurde die Familie Bennecke Pächter von Athensleben und bewirtschaftete es bis nach der Bodenreform 1948. 1957 wollte man den Braunkohlebergbau wieder aufleben lassen und errichtete deshalb eine Bahnverbindung zwischen Athensleben und Groß Börnecke. Des Weiteren wurde die Bode in ein neues Bett verlegt. 1961 wurde jedoch der Plan fallengelassen. Im Jahr 1991 wurde die kleine Haftanstalt, in der Feldflur außerhalb des Ortes gelegen, geschlossen. Bei dem großen Bodehochwasser im April 1994 wurden mehrere Senken überflutet, so dass einige neue Seen entstanden, wie zum Beispiel der rund 18 ha große Athenslebener See.
Am 30. September 1928 wurde der Gutsbezirk Athensleben in eine Landgemeinde umgewandelt. Am 20. Juli 1950 wurde die Gemeinde Athensleben in die Gemeinde Löderburg eingegliedert Seit dem 1. März 2003 gehört der Ortsteil zusammen mit Löderburg zur Stadt Staßfurt. Athensleben verfügt über einen eigenen Ortschaftsrat sowie einen Ortsbürgermeister, welche die Interessen des Ortsteils innerhalb der Stadt Staßfurt vertreten.

## Sehenswürdigkeiten
- Schloss Athensleben, erstmals 1303 erwähnt, mit umliegendem, öffentlich zugänglichem Schlosspark. Dort befinden sich auch zwei Glocken als letzte Erinnerung an die 1979 abgebrochene Kirche
- Wasserturm, 1926 erbaut. Seit 1998 Aussichtsturm, jedoch nur unregelmäßig geöffnet.

## Wappen
Das Wappen ist identisch mit dem von Löderburg, durch die frühere Gemeindezugehörigkeit.